# Fila Brazillia
Fila Brazillia foi um duo de música electrónica oriundo de Kingston upon Hull, Yorkshire, Nordeste de Inglaterra. Constituído por Steve Cobby e David McSherry, a sua actividade decorreu entre 1990 e 2006. O seu som foi descrito basicamente como downtempo, embora também se possam aplicar as definições de chill out, ambiente, trance.

## Discografia
- Old Codes New Chaos (1994)
- Maim That Tune (1995)
- Mess (1996)
- Black Market Gardening (1996)
- Luck Be a Weirdo Tonight (1997)
- Power Clown (1998)
- A Touch of Cloth (1999)
- Jump Leads (2002)
- The Life and Times of Phoebus Brumal (2004)
- Dicks (2004)